# FC Libourne-Saint-Seurin
FC Libourne-Saint-Seurin är en fransk fotbollsklubb från Libourne. Klubbeb bildades 1998 efter en sammanslagning av AS Libourne och l'AS-Saint-Seurin. Hemmamatcherna spelas på Stade Jean-Antoine Moueix.